# 三極委員會
三極委員會（英語：Trilateral Commission），中文又譯三邊委員會，是一國際性非政府組織，非黨派的討論性團體。於1973年7月，由大衛·洛克菲勒建立。目的是建立美洲、歐洲和日本更緊密的合作關係。

## 歷史
因備感北美、歐洲和日本等亞太國家地區間的不和諧，三極委員會於是成立，其宗旨為促進世界各地實質性的政治和經濟對話。其成立宣言：
- 國際間相互的依存性日益加深，成為當代世界的一項不容否認的事實。它超越和影響著每個國家的制度……有鑑於在世界經濟和大規模的國際關係上，背負著巨大的重擔。並在自身的利益和世界各地負有特殊責任的基礎上，制訂有效的合作目標。所以重要的是，要在世界各國、日本、西歐和北美發展更多的合作關係。[3]
- 要有效地解決常見的問題，日本、西歐和北美將有更密切的磋商和合作。並在平等互利的基礎上，協調各國制定和執行政策上的問題，確保他們的共同利益……避免他們的相互合作與單方面行動損害到其他地區。並利用現有的國際和區域組織，進一步提高他們的影響力。[3]
- 委員會希望擔當啟發性的角色，以及其他國家和地區自由交換意見的渠道。並進一步關注發展中國家和東西方關係的改善。[3]

哥倫比亞大學教授兹比格涅夫·布热津斯基與國際事務專家大衛·洛克菲勒，以及以下人士，共同組建了此組織：
- 亨利D·歐文 （布魯金斯學會外交政策研究員）
- 喬治·S·富蘭克林
- 羅伯特·R·鮑伊
- 杰拉德C.史密斯
- 馬歇爾·霍恩布洛爾
- 威廉·斯克蘭頓
- 埃德溫·賴肖爾（哈佛大學教授）
- 馬克思·科恩斯塔姆

其他創始成員，包含後來的美國聯邦準備理事會負責人亞倫·葛林斯班和保羅·沃爾克。
1973年10月，在東京的三極委員會，啟用了一年兩次會議的時間表。1976年5月，第一次全體會議在東京舉行。正是通過這些早期的會議，將中國整合到全球的政治對話系統中。在這些交流之前，中國在國際舞台上相當孤立。組織自成立以來，持續發行《三邊對話》（Trialogue）的官方雜誌。

## 會員構成
會員被分為三個地區。代表北美大陸的120個成員：加拿大20位、墨西哥13位和美國87位。歐洲個別國家的上限是20位，目前已經達到規定上限總數的170名，歐洲大陸上幾乎每一個國家都有名額：德國18位、法國18位、義大利及英國12位、西班牙12位，剩餘名額為其他國家所分有。起初，亞洲和大洋洲方面只有日本代表出席會議。2000年，增加為85名成員，並擴增為亞太集團，由117個成員組成：日本75位、韓國11位、澳大利亞和紐西蘭7位、東盟國家15位、香港和中國7位。

## 批評
在右派方面，一些思想家、政治家批評三極委員會是侵犯國家主權。保守的前共和黨參議員貝利·高華德，在其著作中批評：「他們想控制和鞏固在政治、金融、知識產權、宗教上的權力。」。在左派方面，語言學家諾姆·杭士基認為，此會發布的一份名為「民主危機」的報告，提出方案解決1960年代的民主問題，內容表露出「自由意識形態的國家資本主義統治精英」的思想。杭士基還認為，委員會在吉米·卡特的管理政策上有不當影響。

## 延伸閱讀
- （英文）Brzezinski, Zbigniew. . Foreign Affairs. 1970-10, 49 (1): 11–30. doi:10.2307/20037815. (Includes Brzezinski's proposal for the establishment of a body like the Trilateral Commission.)
- （英文）Brzezinski, Zbigniew. . New York: Viking Press. 1970. OCLC 88066.
- （英文）Crozier, Michel; Huntington, Samuel; Watanuki, Joji. . New York: New York University Press. 1975. ISBN 0-8147-1365-3.
- （英文）Gill, Stephen. . Cambridge Studies in International Relations. Cambridge University Press. 1991. ISBN 0-521-42433-X. OCLC 246854587.
- （英文）Kay, Jonathan. . New York: Harpers. 2011-05-17. ISBN 0-06-200481-6.
- （英文）Rockefeller, David. . New York: Random House. 2002.
- （英文）Sklar, Holly. . Boston: South End Press. 2011-10-07. ISBN 0896081036. |year=与|date=不匹配 (帮助)

## 外部連結
- 委員會網站（页面存档备份，存于）
- 會員數及分布（页面存档备份，存于）